# Gary Jennings
Gary Jennings (1928 - 1999), fue un autor estadounidense reconocido por varias novelas históricas: Azteca ("Aztec"), cuenta la historia del Imperio azteca hasta la llegada de los españoles; Otoño Azteca ("Aztec Autumn") una historia de los aztecas a continuación de la conquista; y El Viajero ("The Journeyer"), un relato de los viajes de Marco Polo por el Extremo Oriente.

## Resumen de su vida y obra
Nació el 20 de septiembre de 1928 en Buena Vista, Virginia. Después de graduarse en el instituto Eastside High School de Paterson, Nueva Jersey, se hizo cargo de una pequeña escuela. A partir de entonces fue básicamente autodidacta. Jennings murió el 13 de febrero de 1999 en Pompton Lakes, Nueva Jersey.
Sus novelas se hicieron famosas por sus detalles históricos y contenidos gráficos ocasionales. Jennings hizo grandes trabajos de investigación antes de escribir sus obras: vivió durante 12 años en México para buscar información que emplearía en sus novelas sobre los aztecas; viajó a los Balcanes para la investigación de su libro "Raptor" (en castellano: Halcón, editado por Planeta) y se unió a nueve compañías de circo mientras escribía "Spangle" (lentejuela en español). Produjo también un número de novelas para lectores jóvenes tales como A Rope in the Jungle y una historia de ocultismo Black Magic, White Magic.
Hizo innumerables viajes para escribir y describir el libro de Azteca.
Una tercera novela, "Sangre Azteca" ("Aztec Blood") fue publicada después de su muerte. Se basó en ideas suyas y fue aprobada por su editor tras ser escrita por Junius Podrug.[cita requerida]
Jennings siguió la ruta de Marco Polo para la escritura de "El viajero", misma que comienza en Venecia y prosigue en orden por El Levante, Bagdad, El Gran Desierto de Sal, Balj, El techo del Mundo, Kitai, Kanbalik, To-Bhot, Yunnan, Shangdu, Manzi, Champa e India.
Gary Jennings falleció el viernes 13 de febrero de 1999 en Pompton Lakes, Nueva Jersey, a los 70 años de edad por una insuficiencia cardiaca.

### Serie azteca
- Azteca (Aztec, 1980): una historia del imperio azteca justo antes y durante la llegada de los españoles.
- Otoño azteca (Aztec Autumn, 1997), historia de los aztecas tras la conquista española.
- El resto de los libros de la serie –Sangre azteca (Aztec Blood), 2002; Furia azteca (Aztec Rage), 2006; Aztec Fire, 2008, Aztec Revenge, 2012– fueron escritos por Robert Gleason, anterior editor de Jennings, y Junius Podrug, trabajando a partir de notas que dejó Jennings.

### Novelas
- The Terrible Teague Bunch (1975): sobre una banda de forajidos tejanos a finales del antiguo Oeste.
- Sow the Seeds of Hemp (1976): sobre un predicador en Misisipi.
- El viajero (The Journeyer, 1984): Un relato de los viajes de Marco Polo al Lejano oriente.
- Lentejuelas, Spangle (1987): una crónica de las vidas de quienes trabajan en el circo. También salió en rústica, dividida en una trilogía: The Road Show, The Center Ring y The Grand Promenade.
- The Lively Lives of Crispin Mobey (por 'Gabriel Quyth') (1988): "Una novela que contiene la hilarante crónica de las hazañas de un misionero demasiado comprometido". En su mayor parte es un conjunto de relatos que Jennings publicó con su verdadero nombre en The Magazine of Fantasy and Science Fiction 1972-1979.
- Halcón, Raptor (1992): Thorn, un hermafrodita, y sus aventuras en un mundo post-romano.

### Para jóvenes
- March of the Robots: From The Manikins Of Antiquity To The Space Robots Of Tomorrow (1962)
- The Movie Book (1963)
- Parades!: Celebrations and circuses on the march (1966)
- The Teenager's Realistic Guide to Astrology (1971)
- The Shrinking Outdoors (1972)
- The Killer Storms: Hurricanes, Typhoons, and Tornadoes (1974)
- Black Magic, White Magic (1975)
- March of the Heroes: The folk hero through the ages (1975)
- March of the Gods (1976)
- The Rope in the Jungle (una novela) (1976)
- March of the Demons (1977)

### Infantil
- The Earth Book (1975)

### Ensayos
- Personalities of Language (1965)
- World of Words: The Personalities of Language (1967)
- The Treasure of the Superstition Mountains (1973)